# 考德里氏体属
考德里氏体属（学名：[Cowdria] 错误：{{Lang}}：文本有斜体标记（帮助））为埃里希氏体科的一属细菌。该属的模式种为反刍类考德里氏体（Cowdria ruminantium）。

## 下属物种
- 反刍类考德里氏体 Cowdria ruminantium (Cowdry 1925) Moshkovski 1947，反刍类立克次氏体，牛羊水胸病考德氏体，牛羊心水病考德氏体